# Kabinett Rama I
Als Kabinett Rama I wird die von 2013 bis 2017 amtierende albanische Regierung unter Ministerpräsident Edi Rama bezeichnet. Sie löste das Kabinett Berisha II ab, das seit 2009 im selben Amt gewesen war.
Als Ergebnis der Parlamentswahl vom 23. Juni 2013 stellte in Albanien die Sozialistische Partei (PS) zusammen mit ihren Koalitionspartnern die Regierung. Der Parteivorsitzende Edi Rama wurde Ministerpräsident. Der Koalitionspartner Sozialistische Bewegung für Integration (LSI) leitete zu Beginn fünf von 19 Ministerien. Ein Novum war mit sechs Ministerinnen der bisher höchste Anteil an Frauen in einer albanischen Regierung. Zudem wurde mit Mimi Kodheli erstmals das Verteidigungsministerium von einer Frau geleitet, und am Schluss war Ledina Mandija die erste stellvertretende Ministerpräsidentin Albaniens.
Der Parteivorsitzende der Sozialisten Edi Rama präsentierte am 31. Juli 2013 die Liste mit den Namen der Minister und deren Zuteilung. Rama wurde am 10. September 2013 vom Staatsoberhaupt Bujar Nishani als Ministerpräsident vereidigt. Die neue Regierung, das Kabinett Rama I, wurde am 15. September 2013 vereidigt.

## Umstrukturierungen
Nach dem Austritt von Erion Veliaj aus der Regierung, der als Bürgermeisterkandidat für Tirana antrat, wurde im Mai 2015 Blendi Klosi ins Kabinett aufgenommen. Andere Veränderungen betrafen zum Beispiel die Verschiebung der Verantwortung für den Tourismus von Eglantina Gjermeni zu Arben Ahmetaj. Im November 2015 ersetzte Ylli Manjani den Justizminister Nasip Naço in seinem Amt. Im Februar 2016 trat Shkëlqim Cani zurück; er wurde durch Arben Ahmetaj ersetzt, dessen Aufgaben durch Milva Ekonomi übernommen wurden. Anfang September 2016 wurde Sokol Dervishaj als Ersatz für Edmond Haxhinasto zum neuen Minister für Transport und Infrastruktur ernannt. Im Januar 2017 wurde Petrit Vasili von der LSI neuer Finanzminister, nachdem es zwischen Ylli Manaj und Rama zu Unstimmigkeiten gekommen war. Eine weitere Rochade gab es im März 2017, als vier Ministerämter neu besetzt wurden, darunter das Innenministerium und das Gesundheitsministerium. Die Änderung wurde damit begründet, dass die wichtigsten Personen der Partei mehr Zeit für die anstehenden Parlamentswahlen haben müssten.
Im Frühjahr 2017 boykottierte die Demokratische Partei 90 Tage lang das Parlament und die Präsidentschaftswahl und ernannte auch keine Kandidaten für die kommenden Parlamentswahl, weil sie unter der aktuellen Regierung keine faire und freie Wahlen erwartete. Ihre Forderung nach einem Regierungsrücktritt konnten sie nicht durchsetzen, aber unter Druck internationaler Vermittler kam ein Kompromiss zustande, der die Verschiebung der Parlamentswahl um eine Woche, mehrere Reformen beim Wahlverfahren und die Bildung einer Art „technischen Regierung“ durch die Ernennung von sieben parteilosen Ministern durch die Opposition vorsah. Am 22. Mai wurde die neue stellvertretende Ministerpräsidentin Ledina Mandija sowie Dritan Demiraj als Innenminister, Helga Vukaj als Finanzministerin, Gazment Bardhi als Justizminister, Xhulieta Kërtusha als Ministerin für soziale Wohlfahrt und Jugend, Mirela Karabina als Ministerin für Bildung und Sport und Arben Beqiri als Gesundheitsminister durch den Präsidenten Albaniens bestätigt.

## Ministerliste
| Amt                                                                     | Name | Partei        |
| ----------------------------------------------------------------------- | --- | ------------- |
| Ministerpräsident                                                       | Edi Rama | PS            |
| Stellvertretender Ministerpräsident                                     | seit 22. Mai 2017: Ledina Mandija bis Mai 2017: Niko Peleshi                                                                                   | parteilos PS  |
| Außenminister                                                           | Ditmir Bushati | PS            |
| Innenminister                                                           | seit 22. Mai 2017: Dritan Demiraj März bis Mai 2017: Fatmir Xhafaj bis März 2017: Saimir Tahiri                                                | parteilos PS  |
| Verteidigungsministerin                                                 | Mimi Kodheli | PS            |
| Finanzminister                                                          | seit 22. Mai 2017: Helga Vukaj Februar 2016 bis Mai 2017: Arben Ahmetaj bis Februar 2016: Shkëlqim Cani                                        | parteilos PS  |
| Justizminister                                                          | seit 22. Mai 2017: Gazment Bardhi Januar bis Mai 2017: Petrit Vasili November 2015 bis Januar 2017: Ylli Manjani bis November 2015: Nasip Naço | parteilos LSI |
| Minister für Wirtschaftsentwicklung, Tourismus, Handel und Unternehmen  | seit Februar 2016: Milva Ekonomi bis Februar 2016: Arben Ahmetaj                                                                               | PS            |
| Minister für Landwirtschaft, ländliche Entwicklung und Wasserverwaltung | Edmond Panariti | LSI           |
| Minister für Energie und Industrie                                      | Damian Gjiknuri | PS            |
| Minister für soziale Wohlfahrt und Jugend                               | seit 22. Mai 2017: Xhulieta Kërtusha März bis Mai 2017: Olta Xhaçka Mai 2015 bis März 2017: Blendi Klosi bis Mai 2015: Erion Veliaj            | parteilos PS  |
| Ministerin für Bildung und Sport                                        | seit 22. Mai 2017: Mirela Karabina bis Mai 2017: Lindita Nikolla                                                                               | parteilos PS  |
| Ministerin für Kultur                                                   | Mirela Kumbaro-Furxhi | PS            |
| Gesundheitsminister                                                     | seit 22. Mai 2017: Arben Beqiri März bis Mai 2017: Ogerta Manastirliu bis März 2017: Ilir Beqaj                                                | parteilos PS  |
| Ministerin für europäische Integration                                  | Klajda Gjosha | LSI           |
| Minister für Transport und Infrastruktur                                | seit September 2016: Sokol Dervishaj bis September 2016: Edmond Haxhinasto                                                                     | parteilos LSI |
| Minister für Umwelt                                                     | Lefter Koka | LSI           |
| Ministerin für städtische Entwicklung                                   | Eglantina Gjermeni | PS            |
| Ministerin für Innovation und öffentliche Verwaltung                    | Milena Harito | PS            |
| Staatsminister für Lokalverwaltung                                      | seit März 2017: Eduard Shalsi bis März 2017: Bledi Çuçi                                                                                        | parteilos PS  |
| Staatsministerin für Beziehungen mit dem Parlament                      | Ermonela Felaj | PS            |